# كأس السوبر الأوروبي 1972
كأس السوبر الأوروبي 1972 هي النسخة الأولى من بطولة كأس السوبر الأوروبي، وكانت نسخة غير رسمية٬ وكانت بين أياكس أمستردام الفائز بالكأس الأوروبية٬ وبين رينجرز الفائز بكأس الاتحاد الأوروبي للأندية أبطال الكؤوس٬ لعبت ذهابًا وإيابًا؛ فاز بها نادي أياكس أمستردام بإجمالي 6/3 على نادي رينجرز، حيث أن في مباراة الذهاب فاز بنتيجة 3/1، وفي مباراة الإياب فاز بنتيجة 3/2.